# Half-Life
Half-Life (стилизовано као HλLF-LIFE) је научно фантастична видео игра жанра пуцачина из првог лица развијене од стране Корпорације Валв (енг. Valve), која је пуштена у продају 19-ог новембра 1998. за лични рачунар. Играч игра улогу научника Гордона Фримана, који мора да се бори са ванземаљским бићима, која су дошла кроз један портал који се отворио после неуспелог експеримента, и такође владиним војницима који имају задатак да поубијају све сведоке тог експеримента, укључујући и играча, и да решава разне загонетке на том путу.
За разлику од осталих игара тог времена, Half-Life нема анимираних сцена, (које служе за приказивање одређене радње или заплета приче) (енг. cut-scenes) играч у потпуности контролоше Гордона Фримена, и читава и прича се одвија кроз његове очи. Енџин игре, GoldSrc је у ствари јако модификована верзија Quake енџина лиценсована од стране IdSoftware-a. 
Half-Life је освојио мноштво похвала за његову графику, реалистични гајмплеј (енг.gameplay) и одличну анимацију. Освојио је преко 50 PC "Игра године" награда и често је претпостављена као највећих видео игара свих времена. Half-Life је продао око осам милиона примерака видео игре до 16. новембра 2004, и 9,3 милиона до децембра 2008. Half-Life је токође направљен за Плејстејшн 2 2001. и за рачунаре Linux и Мекинтош 2013.Његов наследник је Half-Life 2 који је изашао у продају 2004 године.

## Гејмплеј
Half Life је пуцачина из првог лица која захтева од играча да се бори, и да решава загонетке како би могао да напредује кроз игру. За разлику од већину игара тог времена, Half Life користи како се наводи скриптоване секвенце (енг.scripted sequences), као на пример када Вортагон (ванземаљац) проваљује врата, које омогућавају напредак кроз игру. Док већина игара из тог времена је прича испричана помоћу специјалних анимираних видео сцена, Half Life прича је испричана само путем сцкриптованих секвенци, задржавајући играча у перспективи првог лица. Због тога, Half Life нема ниједну анимирану видео сцену, и играч ретко губи контролу над Гордоном; играч види "кроз његове очи" кроз читаву игру. Half Life нема "нивое"; уместо тога игра се дели на поглавља, чији наслови искачу на екран како играч напредује кроз игру. Напредак кроз тај свет се не прекида, са изузетком кратких пауза за пуњење мапа.
Игра редовно поставља разне загонетке за играча, као што је проналажење излаза кроз "лавиринте" вентилационих цеви или коришћење оближњих кутија како би играч направио степенице које воде до областе до које играч мора доћи. Неке загонетке захтевају коришћење околине да би се убио непријатељ. Такође постоји неколико "босова" у конвенционалном смислу, где играч мора да победи тог противника користећи само окружење. То значи да је од играча тражено да користи терен, а не ватрена оружја, да убије "боса". Касније у игри, играч добија за одело "модул за дугачак скок", који омогућава играчу да уради веома дугачак скок у даљ. Играч се мора ослонити на ову могућност да се навигује кроз ванземаљски свет Xen, пошто за разлику од Земље, састоји од плутајућих острва и астероида, и тако до краја игре.
Већином у игри, играч се бори сам, али му је повремено пружена помоћ од стране научника и сигурносних чувара. Широк ред непријатеља је сачињен од ванземаљаца као што су (на енг.) "headcrab", "bullsquids", ""headcrab zombies" и "vortigaunts". Играч се такође супротставља са људским противницима, у принципу, са HECU (скраћеница од Hazardous Environment Combat Unit) маринцима а касније и са Black Ops (скраћеница одBlack Operations) убицама који су послати да одвуку ванземаљце назад и поубијају све сведоке.